# Bifonazol
Bifonazol é um fármaco com propriedades antimicóticas. É um imidazólico, com ação ampla sobre dermatófitos, mofos, leveduras, candidíases, pitiríase versicolor, entre outras. Na forma bruta o fármaco é um pó cristalino branco ou quase branco, praticamente insolúvel na água e solúvel no etanol.